# Yue Fei

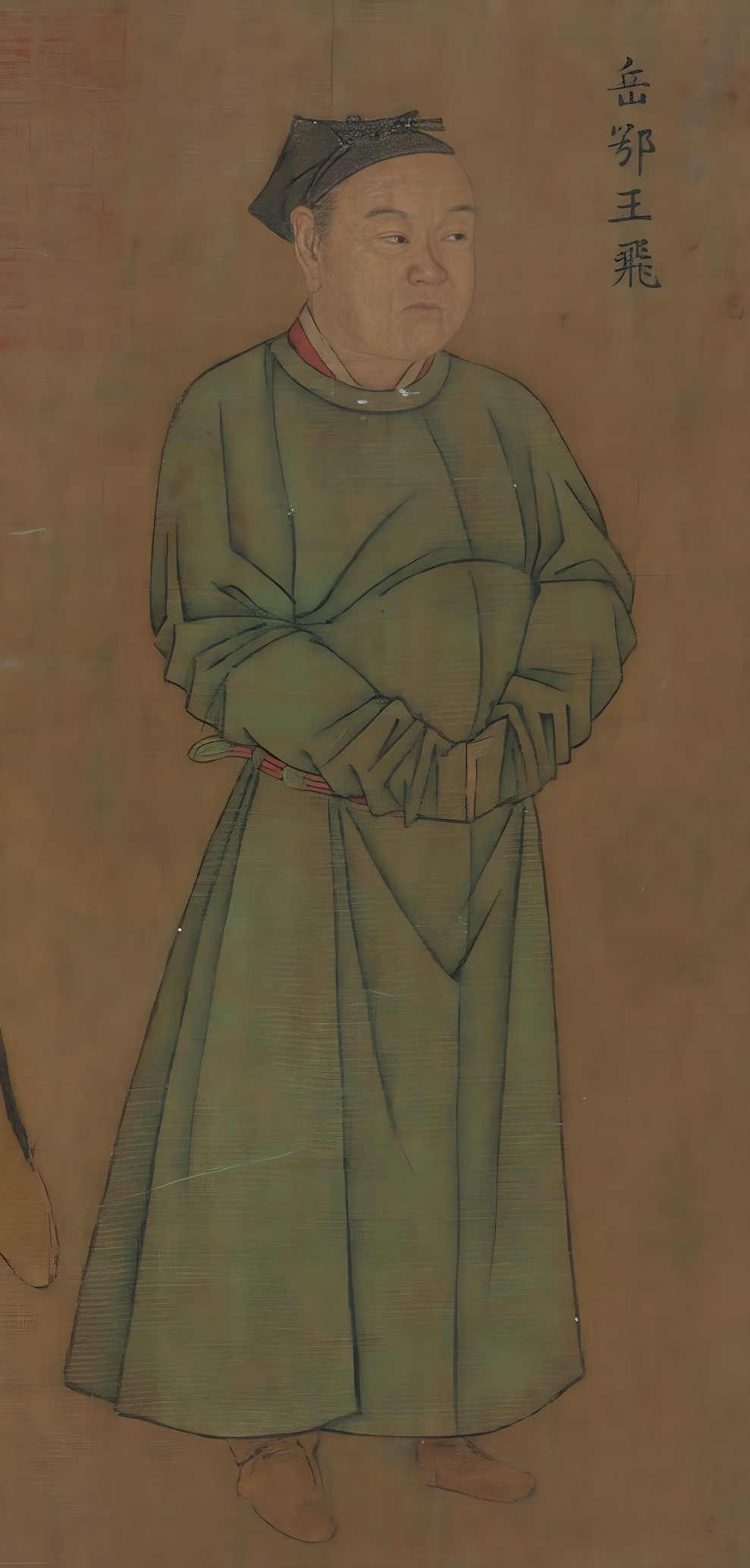
Porträt des Yue Fei

Yue Fei (岳飛, * 1103; † 3. Februar 1142, hingerichtet) war im Kaiserreich China ein chinesischer Volksheld und Heerführer der nationalchinesischen Song-Dynastie, die damals um ihre Existenz kämpfte.
Ende 1126 hatten die Jurchen (Jin-Dynastie) den Song-Kaiser Huizong, seinen Sohn Qinzong und den fast gesamten Hofstaat in Kaifeng gefangen genommen und in die Mandschurei deportiert. 1129/30 überschritten sie den Jangtsekiang, eroberten auch Nanjing, Hangzhou und wurden erst von Bauernaufständen und der Existenz einer feindlichen Flotte auf dem Yangtse zum Rückzug bewogen.
Yue Fei war in der Folgezeit der erfolgreichste Truppenführer der südlichen Song, galt als volkstümlich und fürsorglich. Er arbeitete ursprünglich für einen Grundbesitzer, ging dann zur Armee und organisierte die Bauern darin. 1134/35 eroberte er die Sperrfestung Xiangyang zurück und verdrängte die Jurchen und deren chinesischen Vasallen Liu Yu. Letzterer war 1128/32 in Kaifeng als Herrscher eingesetzt worden, da die Jin noch nicht den Willen und die Erfahrung zur Verwaltung des eroberten Landes hatten. Mit den Niederlagen gegen Yue Fei wurde Liu Yu wertlos und 1137 abgesetzt.
Bei den Kämpfen der Song-Militärs mit den Jurchen und mit einer Piratenflotte auf dem Jangtsekiang wurde eine Flotte von Schaufelradbooten eingesetzt, ebenso wie Gas- und Explosivbomben. Yue Fei besiegte die technisch überlegene Piratenflotte des Yang Yao mittels Treibholz, das den Schaufelradantrieb der feindlichen Schiffe blockierte.
Im Jahr 1138 marschierte Yue Fei bereits auf Kaifeng, als der kriegsmüde Kaiser Gaozong unter der Beratung seines Kanzlers Qin Hui (* 1090, † 1155, seit 1131 Kanzler) ein erstes Abkommen schloss.

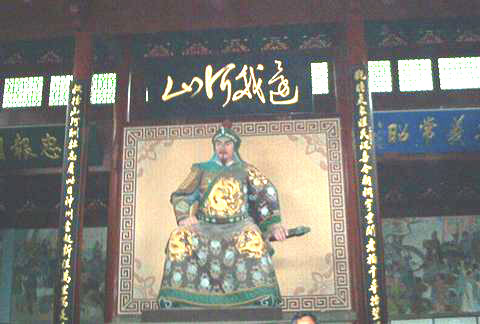
Yue Fei

Im Oktober 1141 stellte der Jin-Heerführer Prinz Zongbi seine Forderungen nach der Grenze am Huai-Fluss und einem jährlichen Tribut von Seide und Silber, die zwei Monate später akzeptiert wurden. Im Gegenzug setzte der Song-Kaiser die Rückkehr seiner Mutter und die Überführung seines verstorbenen Vaters durch. Damit kam es 1142 zum Frieden.
Der populäre Yue Fei – ein Verfechter der Rückeroberung Nordchinas – wurde durch den Hof verhaftet und quasi als Vorbedingung des Friedensvertrages im Gefängnis hingerichtet, was seinen Gegner Qin Hui ins schlechteste Licht stellt. Man sagte, dass der Hof diese Politik gewählt habe, um den militärischen Führern keine Macht und Handlungsfreiheit zu gewähren: Man zog ein verkleinertes China mit zentraler Zivilgewalt einem geeinten, aber von Dezentralisation und Militärgewalt bedrohten China vor. Andererseits besaß Qin Hui umfangreiche Ländereien bei Nanjing, die durch die Truppenaushebungen besonders betroffen waren, und verfolgte insofern auch Eigeninteressen.
„Reißt kein Haus ein, weil ihr Feuerholz braucht, auch nicht, wenn ihr friert und bestehlt das Volk nicht, selbst wenn ihr Hunger leidet.“